# اوکنا (ناحیه تشسکا لیپا)
اوکنا (به چکی: Okna) یک منطقهٔ مسکونی در جمهوری چک است که در ناحیه تشسکا لیپا واقع شده‌است.